# Prospalta immatura
Prospalta immatura là một loài bướm đêm trong họ Noctuidae.